# طعمه سرد ۲
طعمه سرد ۲ (به نروژی: Fritt Vilt II) یک فیلم اسلشر نروژی محصول سال ۲۰۰۸ به کارگردانی مت استنبرگ است. این فیلم دنباله‌ای بر فیلم طعمه سرد (۲۰۰۶) است و اولین بار در ۱۰ اکتبر ۲۰۰۸ در نروژ به نمایش درآمد. این فیلم توسط روار اوتاگ نوشته شده و دوباره با بازی اینگری بولسه بردال در نقش اصلی، از همان جایی که اولین فیلم متوقف شد، ادامه می‌یابد. قهرمان زن به بیمارستان منتقل می‌شود، اما به زودی کابوس او دوباره شروع می‌شود. منتقدان، اگرچه غافلگیر نشدند، اما آن را به‌طور شگفت‌انگیز دنباله‌ای خوبی برای نسخه اصلی اعلام کردند. آخر هفته افتتاحیه آن بهترین فیلم نروژی تاریخ بود.

## داستان
جانیک در بیمارستان از خواب بیدار می‌شود. همه دوستانش مرده‌اند. وقتی از راهروهای تاریک عبور می‌کند، فکر می‌کند تنها مانده است. اما کابوس هنوز تمام نشده است.

## تولید
اولین فیلم از دو فیلم دیگر این مجموعه بیشتر مورد استقبال قرار گرفت و ۲۶۰٫۰۰۰ مخاطب در سینماها داشت که این عدد بالایی برای سینمای نروژ بود. یکی از منتقدان حتی آن را به عنوان «بهترین فیلم اسلشر» سال ۲۰۰۶ توصیف کرد. به همین دلیل انتظارات از دنباله آن بالا بود و اینگری بولسه بردال (که شخصیت او تنها بازمانده بازیگران اصلی بود.) بر عزم همه دست‌اندرکاران برای ساخت فیلم خوب تأکید کرد، او اگرچه از این نقش لذت می‌برد، اصرار داشت که این آخرین قسمت این مجموعه باشد.
فیلمبرداری در اواخر فوریه ۲۰۰۸ آغاز شد.

## شبکه خانگی
به صورت دی‌وی‌دی در ۲۳ آوریل ۲۰۱۳ منتشر شد.